# Megaselia labiata
Megaselia labiata är en tvåvingeart som beskrevs av Borgmeier 1967. Megaselia labiata ingår i släktet Megaselia och familjen puckelflugor. Inga underarter finns listade i Catalogue of Life.